# Parvicaecilia pricei
Parvicaecilia pricei är en groddjursart som först beskrevs av Dunn 1944.  Parvicaecilia pricei ingår i släktet Parvicaecilia och familjen Caeciliidae. IUCN kategoriserar arten globalt som livskraftig. Inga underarter finns listade i Catalogue of Life.